# هنری هشتم (مینی‌سریال)
هنری هشتم (به انگلیسی: Henry VIII) یک مینی سریال ۲ قسمتی درام تاریخی بریتانیایی محصول سال ۲۰۰۳ شبکه ITV است که زندگی هنری هشتم، شاه انگلستان را از زمان فروپاشی ازدواج اول خود با شاهزاده اسپانیایی، کاترین آراگن تا زمان مرگ او توسط سکته مغزی در سال ۱۵۴۷، بعد از ازدواج با ششمین همسرش، کاترین پار را به تصویر می‌کشد.

## بازیگران

### خانواده سلطنتی
| نام بازیگر        | نقش             | توضیحات                                                    |
| ----------------- | --------------- | ---------------------------------------------------------- |
| ری وینستون        | هنری هشتم       | لرد و سپس پادشاه ایرلند، دومین پسر هنری هفتم               |
| جاس آکلند         | هنری هفتم       | پادشاه انگلستان و فرمانروای ایرلند بین سال‌های ۱۴۸۵ تا ۱۵۰۹ |
| سید میچل          | جوانی هنری هشتم | _____                                                      |
| لارا بلمونت       | ماری یکم        | دختر هنری هشتم و کاترین آراگن                              |
| هیو میچل          | ادوارد ششم      | پسر هنری هشتم و جین سیمور                                  |
| آسومپتا سرنا      | کاترین آراگن    | اولین همسر هنری هشتم                                       |
| هلنا بونهام کارتر | آن بولین        | دومین همسر هنری هشتم                                       |
| امیلیا فاکس       | جین سیمور       | سومین همسر هنری هشتم                                       |
| پیا جرارد         | آن کلیو         | چهارمین همسر هنری هشتم                                     |
| امیلی بلانت       | کاترین هاوارد   | پنجمین همسر هنری هشتم                                      |
| کلر هولمن         | کاترین پار      | ششین همسر هنری هشتم                                        |

### دیگر شخصیت ها
| نام بازیگر     | نقش                      | توضیحات                             |
| -------------- | ------------------------ | ----------------------------------- |
| چارلز دنس      | ادوارد استفورد           | سومین دوک باکینگهام                 |
| مارک استرانگ   | توماس هاوارد             | دوک نورفالک                         |
| توماس لاکیر    | ادوارد سیمور             | اولین دوک سامرست                    |
| ویلیام هاوستون | توماس سیمور              | اولین بارون سیمور از سودلی          |
| دیوید سوشه     | توماس وولسی              | صدراعظم ایرلند                      |
| دنی وب         | توماس کرامول             | وزیر هنری هشتم                      |
| اسکات هندی     | هنری پرسی                | ششمین ارل نورتامبرلند               |
| دومینیک مفهام  | جورج بولین               | دومین وایکانت روچفورد               |
| بنجامین ویترو  | توماس بولین              | اولین ارل از ویلتشایر               |
| جان هیگینز     | رابرت بارنز              | یک انگلیسی اصلاح شده و شهید         |
| مایکل مالونی   | توماس کرنمر              | اسقف انگلیسی ، هم عصر هنری هشتم     |
| شان بین        | رابرت اسکه               | رهبر سیاسی ایرلند                   |
| جوزف مورگان    | توماس کالپپر             | دوست نزدیک هنری هشتم                |
| مارشا فیتزالان | الیزابت استافورد         | دوشس نورفولک                        |
| ترنس هاروی     | استفان گاردینر           | اسقف انگلیسی                        |
| کلی هانتر      | جین بولین، ویکنت روچفورد | خواهر آن بولین و خواهر زن هنری هشتم |
| تام ترنر       | فرانسیس درهام            | یک درباری از خانواده سلطنتی تودور   |
| دیوید ویلیم    | پزشک                     | طبیب مخصوص دربار                    |
| درک جاکوبی     | صدا                      | راوی فیلم                           |